# Аистов, Прокоп Степанович
Прокоп Степанович Аистов (1882, Сатка — 1917, Киев) — рабочий киевского завода «Арсенал», участник Октябрьского вооружённого восстания в Киеве.

## Биография
Родился в семье рабочего-слесаря. С 1903 работал фрезеровщиком в Киеве на заводе «Арсенал», участвовал в революционной борьбе, однако членом большевистской партии не был. Погиб во время перестрелки с юнкерами вблизи завода «Арсенал» в октябре 1917. Был похоронен в предмостной слободке, а в 1930-х перезахоронен в Мариинском парке в братской могиле арсенальцев.

## Память
В честь П. С. Аистова в 1938-2015 годах была названа улица на Печерске в Киеве (ныне — Ипсилантьевский переулок).
В 2015 году после принятия Закона Украины «Об осуждении коммунистического и национал-социалистического (нацистского) тоталитарных режимов в Украине и запрет пропаганды их символики» фамилия Аистова Институтом национальной памяти была включена в список лиц, чья деятельность подпадает под действие законов о декоммунизации. Основание: «Участник Январского восстания против УНР 1918», несмотря на то, что П. С. Аистов не мог участвовать в Январском восстании, поскольку погиб ещё в октябре 1917.